# Mordella sinuata
Mordella sinuata là một loài bọ cánh cứng trong họ Mordellidae. Loài này được Fairmaire miêu tả khoa học năm 1897.